# Marx para principiantes
Marx para principiantes es un libro escrito e ilustrado por Eduardo del Río y publicado por Ediciones de Cultura Popular que aborda la introducción al estudio del marxismo y la figura de Karl Marx.

## Sinopsis
Marx no es entendido por todos y no es apropiado querer resumirlo (como lo indica Rius), él comienza con una pequeña biografía de Marx, abarcando sus influencias más importantes como Hegel, Kant, Feuerbach, etc., el contexto de su vida bastante mal vivida en Europa y sus trabajos con Friedrich Engels.
Rius habla de los trabajos de Marx incluyendo citas textuales de estos, como el Manifiesto del Partido Comunista y El Capital; y de conceptos de la filosofía de Marx, como el materialismo dialéctico, el materialismo histórico, el proletariado, la plusvalía, etc. las ideas de los filósofos a lo largo de la historia y su recorrido histórico para llegar a tales conceptos. Los mencionados filosóficos son:
- Tales de Mileto
- Pitágoras
- Heráclito
- Sócrates
- Platón,
- Aristóteles
- Demócrito
- Descartes
- Spinoza
- John Locke
- David Hume
- Nicolás Maquiavelo

Da a conocer superficial y vitalmente la bases en Marx para su filosofía; que es la Economía clásica inglesa; el idealismo alemán y los socialistas franceses:
La filosofía socialista en Francia:
- Gracchus Babeuf
- Saint-Simon y Fourier
- Auguste Blanqui
- Pierre-Joseph Proudhon
- Louis Blanc

En cuanto su influencia alemana, se resume a:
- Hegel

Haciendo una fuerte crítica en los errores de Hegel desde la postura materialista. Finalmente el libro termina con un "Pequeño diccionario de términos marxistas" donde Rius concede definiciones relacionados con el marxismo.

## Libro
https://metodologiaecs.files.wordpress.com/2014/07/rius-marxparaprincipiantes.pdf